# Liberalii și conservatorii
Liberalii și conservatorii este o operă literară scrisă de Ion Luca Caragiale. 